# Samper de Calanda
Samper de Calanda (aragónul Sant Per de Calanda) település Spanyolországban, Teruel tartományban. Samper de Calanda Alcañiz, Híjar, La Puebla de Híjar, Jatiel, Castelnou, Escatrón és Caspe községekkel határos. Lakosainak száma 730 fő (2024).

## Népesség
A település népessége az utóbbi években az alábbiak szerint változott:
| Lakosok száma | 985  | 984  | 1003 | 928  | 884  | 861  | 821  | 755  | 731  | 730  |
|               | 2001 | 2004 | 2007 | 2009 | 2012 | 2014 | 2017 | 2019 | 2022 | 2024 |